# 無國籍

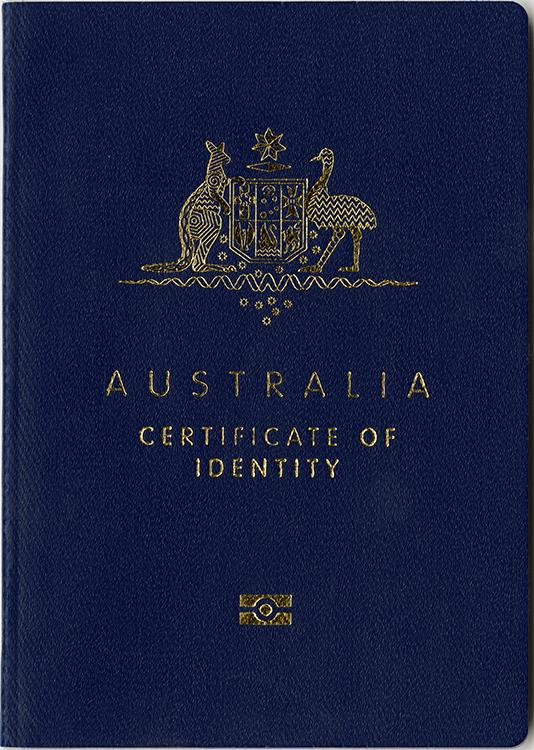
澳大利亚签发的可供无国籍人持用的身份證明書

無國籍（英語：Statelessness），是指法律上没有任何国家的国籍。也被称为国籍的消极冲突。無國籍人士是指某人不被任何一個國家的法律認為是其國民从而沒有任何國籍，或者說其人处于不屬於任何國家的状态。在居住地無人權保障，在國際社會不享受任何國家的外交保護，就像一個自然人不知道他自己是誰，就沒有國家的法律保護，就無法在法院主張權利，爭取權利。判定無國籍人士要注意以下情况：
- 如果只是一個人主張他是無國籍，並不能得到國際公約上定義的無國籍認可。名義上或事實上的無國籍人往往是無政府主義者的訴求，因政府最易侵犯人權之故。
- 有关的国际公约不适用于下列情况的无国籍人。
  - 該人犯下了國際公約所定義的：反人類罪，滅絕人類罪，侵略罪，戰爭罪。
  - 該人曾有違反聯合國宗旨和原則的罪行，並被認為有罪。

## 成為無國籍人士的原因
- 法律因素：
  - 父母身份：在采用纯血统主义确定国籍的国家，無國籍人所生子女，是無國籍人。
  - 弃婴：在采用纯血统主义确定国籍的国家，无法确定父母身份的婴儿若无人领养，会成为无国籍人。
  - 出生在有爭議的領土：如果婴儿出生在一個不被國際承認或者沒有現代國家聲稱主權的地區，有可能成为无国籍人。
  - 婚姻：若一國法律規定，本國人與外國人結婚即喪失本國國籍，但另一國法律则規定不因同本國人結婚而获得本國國籍，则该人结婚后会成为无国籍人。
- 政治因素：
  - 剝奪国籍：被剝奪了國籍而沒有其它國籍的人会成为無國籍人，该种剥夺可以针对某个个人（例如奥萨马·本·拉登）或一整个群体（例如十月革命后的白俄以及緬甸的羅興亞人）。
  - 政权变化：一个政權因戰爭等原因滅亡后沒有新的政權取代，因此造成的無政府狀態或政府失能狀態会导致当地人出现集體無國籍的情况，新政府成立后需要核发相关文件证明这些人的国籍。
- 个人因素：有些人出于政治立场、宗教信仰、经济利益等因素而自愿放弃国籍，成为无国籍人，但这种做法在很多国家不被允许和承认。譬如解放軍進入西藏后，有藏族人以难民身份在印度登记为无国籍人，但中华人民共和国政府对此不予承认，仍视其为中国公民[1]。

## 歷史和现状

### 歷史
- 著名哲学家、马克思主义的主要创始人卡尔·马克思在1845年因为普鲁士王国的施压，被驱逐出巴黎。此后马克思流亡伦敦，成为无国籍人士。[2]
- 白俄無國籍問題。蘇維埃俄國政府在1921年废除所有政治流亡者的公民身份，使其沦为无国籍者。
  - 中国東北地區（滿洲）、新疆北部存在大量俄罗斯帝国、苏联移民。二战刚刚结束后的1945年11月，出于吸引人口的需要，苏联政府发布命令，接受前满洲国境内的原俄罗斯帝国公民和失去苏联国籍人士恢复国籍。1946年1月20日，苏联再度发布命令，恢复国籍的俄侨范围扩大至中国大陆境内，俄侨子女亦在其列。在欧洲国家，苏联亦有恢复俄侨的国籍[3]。
- 前日本外地居民
  - 1945年8月，日本无条件投降，并丧失所有外地（殖民地）主权。朝鲜、台灣等地本土居民事实上失去日本国籍。除朝鲜半岛外，外地分属中华民国、苏联。1945年10月，中华民国政府接管台湾。次年1月，中华民国政府以《台湾同胞国籍恢复令》规定，自1945年10月25日起，台湾本島人歸屬中华民国国籍[4]。至於在滿洲的原籍日本的朝鲜人，被中华民国政府视为外国公民，但允许加入中华民国国籍。1948年，朝鲜民主主义人民共和国、大韩民国相继建国。海外朝鲜人被分别归属两国国籍。苏联接管下的萨哈林岛朝鲜人被苏联政府视为朝鲜民主主义人民共和国公民。而1945年后，仍留居日本本土的朝鲜人和台湾人，则被逐渐剥夺公民待遇。1947年5月，日本政府颁布《外国人登录法》，第11条规定，台湾人和朝鲜人是外国人[4]。《旧金山和约》生效的1952年4月28日，根据日本政府相关文件，朝鲜人和台湾人被彻底剥夺日本国籍。此后，在日朝鲜人对个人身份的选择，共有四种：日本国籍、朝鲜民主主义人民共和国国籍、大韩民国国籍、无国籍[5]。
- 中华人民共和国成立後，曾存在的中国境内长期居住的外国人和其后裔无国籍问题。
  - 2003年之前中国境内的达曼人（尼泊尔人后裔）[6]。

### 現狀
- 在香港世居的南亞裔人士，在香港主權移交前，一度因為其非華裔身份而要變成無國籍人士，後來英國把居英權計劃擴展至給予這一群人士，使他們可以取得英國公民身份。有關計劃亦同時適用于一批父祖輩來自印尼及伊朗等地的非華裔居民。
- 臺灣近年來因外籍勞工日益增加，部分外勞因感情問題、逃逸、逾期居留或遣返，致其在台生育之子女面臨生父不詳、生母失聯等處境，成為外國籍、無國籍或國籍未明之兒童。
- 外籍配偶在開始申請準歸化國籍之後，因為已經先放棄原國籍，在取得歸化許可，領到身分證之前，可能因為離家出走、離婚或犯罪等因素，導致申請歸化遭到駁回，此時即成為無國籍人。
- 臺灣針對無國籍外籍移工孩童的醫療、教育等社會福利都需由社會局開案才能保障。已由各縣市政府社會局介入開立個案，移民署以專案方式核發「暫時居留證」給予等待尋獲生母的移工孩童等取得參與健保就醫權利；至於就學權益亦需各縣市社會局行文至教育局，以寄讀方式讓小孩入學，等待取得正式居留權後再補發畢業證書。[7]
- 由於日本不承認朝鮮民主主義人民共和國是一個國家，因此拒絕加入大韓民國國籍的在日本朝鮮族人士被登記為「朝鮮籍」。他們實際上為無國籍狀態，曾有朝鮮籍人士被韓國邊境管理部門拒絕發放簽證[8]。

下列数字来自：
- 居住在科威特的贝都因人部落，估计有120,000人。
- 居住在缅甸的少数民族羅興亞人，约500,000人。
- 原居印度，后来移民到现在孟加拉国地区的比哈爾人少数民族，在孟加拉国独立后自认是巴基斯坦人因而不肯归化，但巴基斯坦政府亦没有很快收容。目前200,000多人仍然住在孟加拉的难民营中。
- 1992年，斯洛文尼亚政府秘密地将很多羅姆人从永久定居者的名单中抹去，以免给与他们新成立国家的国民待遇。这些人由此成为事实上的無國籍人。政府称抹去的记录有29,064个，但其他独立机构声称有80,000左右。
- 拉脱维亚最高苏维埃于1991年10月15日通过了《关于拉脱维亚国民公民权恢复与归化基本原则》的决定，规定只有1940年前在拉脱维亚出生的人及其后代，其拉脱维亚国籍才获得承认。超过70万人，接近总人口的30%，失去了拉脱维亚国籍，成为非公民，事实上成为了无国籍人士。但非公民拥有永久居留权，而且拉脱维亚法律规定“非公民”并非“无国籍”。爱沙尼亚也颁布了类似的规定。

## 法律关系

### 義務
無國籍人士對目前所居住的國家負責，遵守所在國的法律。

### 權利
- 不受歧視：不因為種族、信仰、原籍而受到所在國的歧視。
- 向法院申訴的權利，無國籍人有權向所在國法院提出申訴。
- 行動的自由，凡是關於無國籍人地位的公約的締約國，都應給予無國籍人士，在其居住地和所在國家自由行動的權利。

### 待遇
凡是關於無國籍人士地位的公約的締約國，都必須給予無國籍人以一般外國人所獲的待遇對待。各國的國籍法有不同的對無國籍人士權利和義務的規定，但一般不低於所在國對於外國人的規定。以下是《关于无国籍人地位的公约》的締約國所必須給出的待遇：
- 公共救濟：在公共救濟和援助方面，給予其本國國民同等的待遇。
- 身份證件：無國籍人所在國家，對在其領土內不持有旅行證件的任何無國籍人，發放身份證件。
- 財政征收：不得對無國籍人士，征收額外或高於其本國國民的任何捐稅或費用。
- 入籍：應便利無國籍人士入籍或同化。

## 减少无国籍状态的措施
由於20世紀前50年，國家主權不穩定，產生了很多無國籍人士。因此聯合國於1954年9月20日，制定了《关于无国籍人地位的公约》，為了保護人們成為或繼續保持無國籍人狀態。1961年8月30日，聯合國為了減少因為兩次世界大戰而成為的無國籍人，制定了《減少無國籍状态公約》。
第一条：无国籍状态公约定義的無國籍人，在其领土内出生且非经授予国籍即无国籍者，应授予该国国籍。
第一条第四款：缔约国对非在缔约国领土内出生且非经授与国籍即无国籍之人，如在该人出生时其父或母系属该国国籍者，应授与该国国籍。如其父母在该人出生时非具有同一国籍，该人究应从其父之国籍抑从其母之国籍之问题，依缔约国国内法定之。依据法律于出生时授与之，或本人或由他人代表依国内法规定之方式向主管当局提出申请时授与之。
第一条第五款：凡是减少无国籍状态公约的缔约国，授与该国国籍时的规定必須受下列一个或一个以上条件之限制：
- 申请人必須在缔约国所定某一年龄前提出，此项年龄不得小于二十三岁；
- 申請人是經常居住于缔约国领土内，並且已满该国所定期间者。
- 申請人是未经判定有妨害国家安全；
- 申請人是无国籍者。

第三条：締約國都必須遵守凡在船舶上出生者，应视为在船舶所悬国旗之国家领土内出生；在飛机上出生者，应视为在航空机之登记国领土内出生；對於弃儿，如无反证，应视为具有该国国籍之父母在该国领土内所生。

## 外部連結
- 無國籍人地位的公約 （页面存档备份，存于）
- 減少無國籍狀態公約 （页面存档备份，存于）
- 無國籍人士聯盟(英文) （页面存档备份，存于）
- 兒童權利公約